# Malawia
Malawia is een geslacht van rechtvleugeligen uit de familie Lentulidae. De wetenschappelijke naam van dit geslacht is voor het eerst geldig gepubliceerd in 1968 door Dirsh.

## Soorten
Het geslacht Malawia  is monotypisch en omvat slechts de volgende soort:
- Malawia leei (Dirsh, 1968)